# Lịch sử Siberia
Lịch sử thời kỳ đầu của Siberia mang ảnh hưởng rất lớn bởi nền văn minh Pazyryk mang tính du mục của người Scythia ở bờ tây của dãy núi Ural và người Hung Nô ở bờ đông. Cả hai nền văn minh này đều hưng thịnh trước thời kỷ nguyên Ki tô giáo.
Vùng thảo nguyên Siberia đã chứng kiến một loạt các tộc người du mục kế tiếp nhau, bao gồm người Khiết Đan, người Altai và đế chế Mông Cổ. Trong cuối thời Trung cổ, Phật giáo Tây Tạng lan đến phía nam vùng hồ Baikal. Nằm trong đế chế Nga, Siberia là một tỉnh nông nghiệp và dùng là nơi đi đày cho những người chống đối bất đồng, trong đó nổi tiếng như Avvakum, Dostoevsky, hay những người liên quan đến cuộc nổi dậy tháng chạp (tiếng Nga:Восстание декабристов). Thế kỷ 19 chứng kiến việc xây dựng các tuyến đường sắt xuyên Siberia, công nghiệp hóa và khám phá ra trữ lượng tài nguyên khoáng sản khổng lồ ở Siberia.

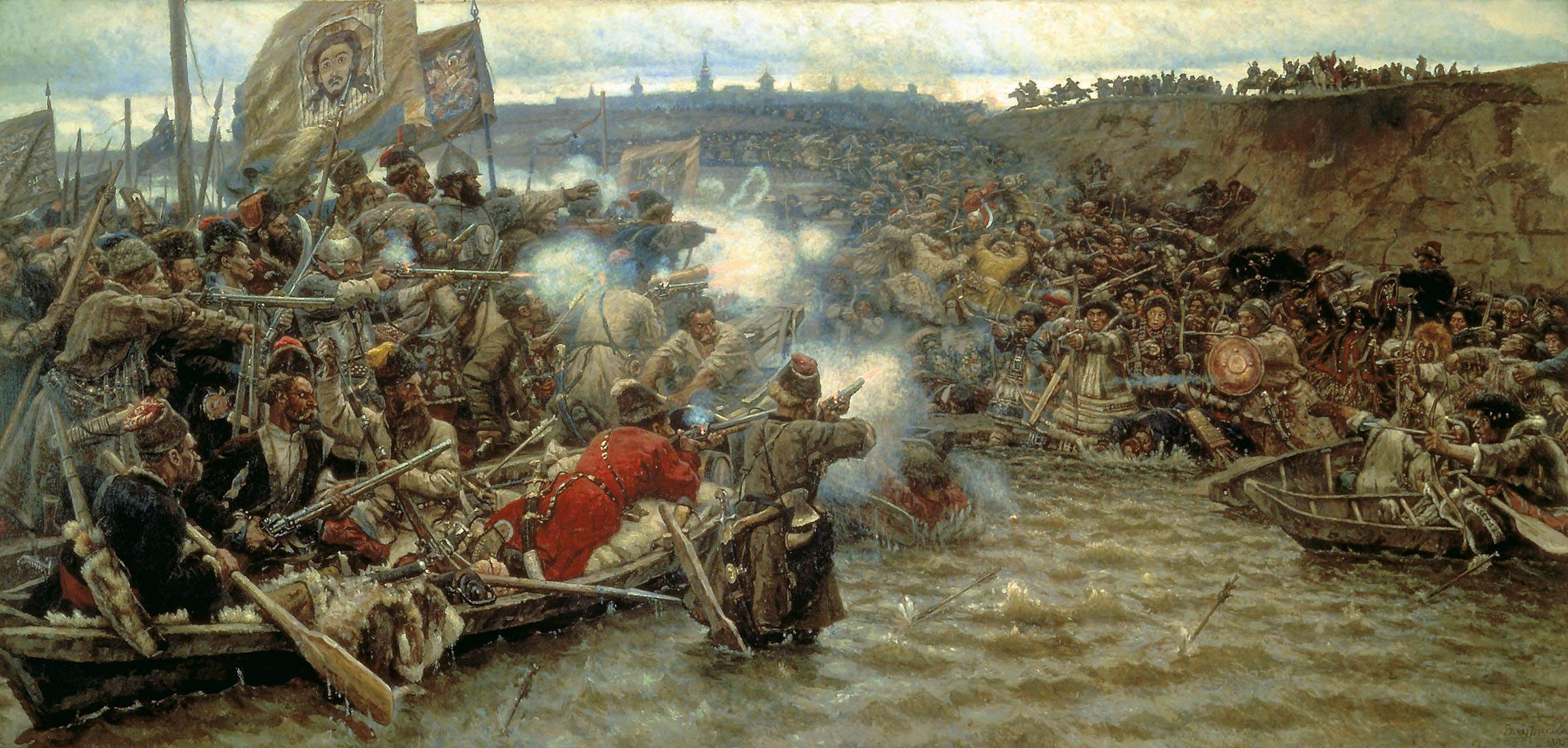
Cuộc xâm lược Siberia của Yermak, vẽ bởi Vasily Surikov

## Thời tiền sử và thời cổ đại

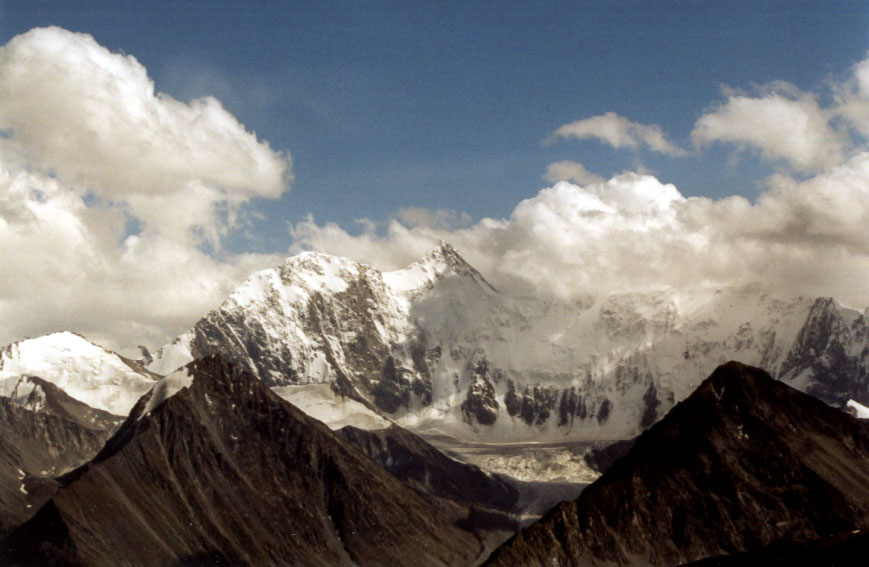
Mount Belukha in the Altai Mountains

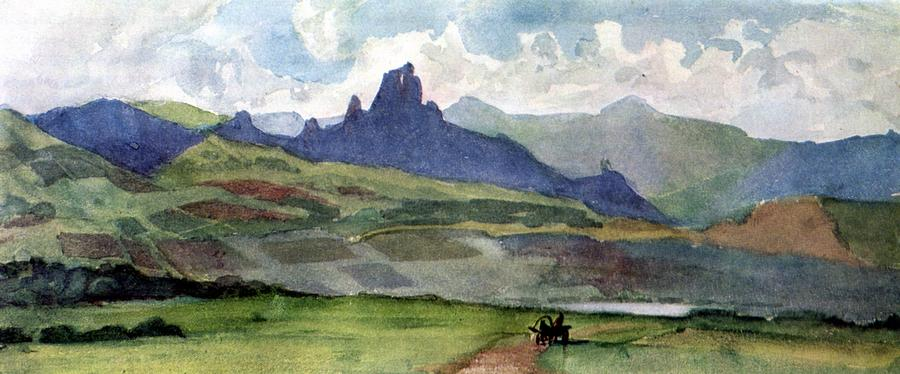
"Thảo nguyên Minusinsk", vẽ bởi Vasily Surikov

Theo sơ đồ phả hệ di truyền, những người đầu tiên sống ở Siberia có từ 45.000 năm TCN; và vùng cư trú lan ra cả Đông và Tây của châu Âu, châu Mỹ. 
Theo Vasily Radlov, sớm nhất trong những người di trú đến trung tâm Siberia là người Enisei, tộc người này có ngôn ngữ khác biệt so với những tộc người đến sau như người Uralic, người Turk. Tộc người Ket được xem như là tộc người cuối cùng di trú đến vùng này trong giai đoạn di trú sớm này.
Tại các bờ hồ Siberia đã tìm thấy nhiều bằng chứng còn sót lại của sự suy giảm trong thời kỳ Lacustrine có niên đại từ thời kỳ đồ đá mới.
Vô số nấm mồ Kurgan (gò chôn cất), lò rèn và các hiện vật khảo cổ khác là minh chứng cho một giai đoạn dân số đông đúc. Thực tế một số hiện vật tìm thấy sớm nhất ở Trung Á xuất phát từ Siberia
Theo sau người Enisei là người Uralic Samoyed, những người đến từ khu vực phía bắc dãy Ural.
Một số dấu vết của họ, như của người Selkup vẫn còn sót lại trong khu vực dãy núi Sayan
Họ được công nhận là từng có số lượng người rất lớn sống vào thời kì đồ đồng, và phân bố rải rác khắp khu vực miền nam Siberia. Sắt cũng được họ biết đến, nhưng họ cũng rất xuất sắc trong các chế tác bằng đồng, bạc, vàng
Đồ trang trí và các dụng cụ bằng đồng của họ thường được đánh bóng, chứng tỏ có con mắt nghệ thuật nhất định, và cánh đồng tưới tiêu của họ bao phủ trong một vùng đất màu mỡ rộng lớn.
Nhóm người Proto-Turkic được cho là đã tồn tại ở vùng tây nam và trung tâm Siberia ít nhất là từ thời kỳ đồ đá mới khoảng 4500-4000 TCN.
Ảnh hưởng của người Indo-Iran ở phía tây nam Siberia có thể có từ nền văn hóa Andronovo khoảng 2300-1000 năm TCN. 
Khoảng giữa thế kỷ thứ 7 đến thế kỷ thứ 3 TCN, tộc người Scythia thuộc người Indo-Iran phát triển hưng thịnh tại vùng Altai (Văn minh Pazyryk). Họ đã tạo nên một ảnh hưởng lớn lên tất cả các đế quốc thảo nguyên về sau.

## Thời Trung Cổ

### Cuộc xâm chiếm của người Mông Cổ

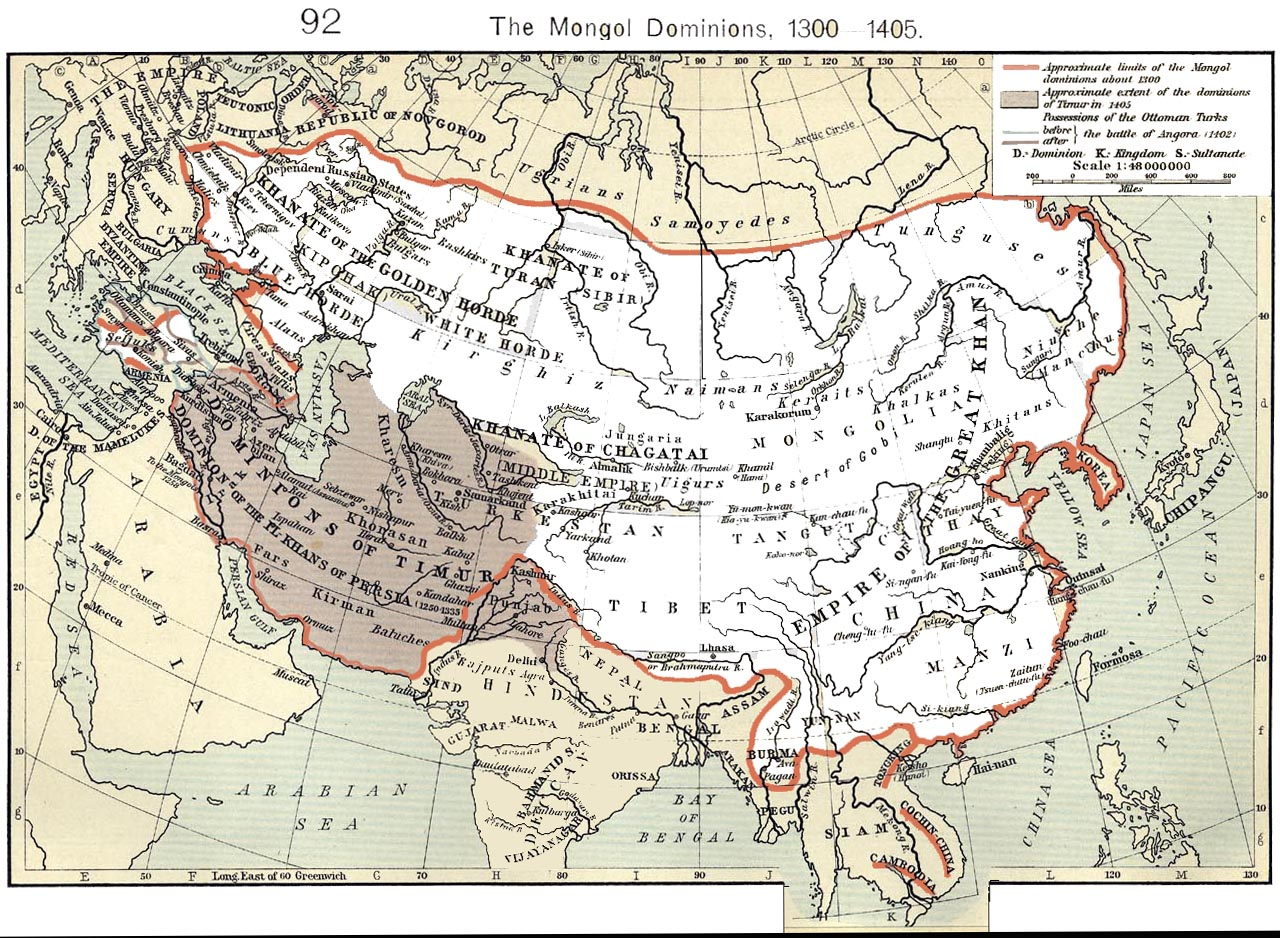
Đế chế Mông Cổ, năm 1300 (màu xám là lãnh thổ Triều đại Timurid sau đó)

Người Mông Cổ đã duy trì mối quan hệ lâu dài với những tộc người sống ở các khu rừng Siberia (Taiga), và gọi họ là oin irged ("người rừng"). Nhiều tộc người trong số họ, chẳng hạn như Barga và Uriankhai, có một chút khác biệt so với người Mông Cổ. Những bộ tộc sống quanh hồ Baikal nói tiếng Mông Cổ, những bộ tộc ở phía Tây thì nói tiếng
Turk, Samoyed, Enisei.
Năm 1206, Thành Cát Tư Hãn đã chinh phục được toàn bộ các bộ tộc người Mông Cổ và người Turk ở vùng Mông Cổ và nam Siberia.
Năm 1207, người con trai lớn nhất của ông là Truật Xích đã khuất phục được những tộc người rừng Siberia, người Uriankhai, người Oirat, người Barga, người Khaka, người Buryat, người Tuvan, người Khori-Tumed, and người Kyrgyz; và tổ chức những người Siberia thành 3 Tumen (mỗi Tumen bằng 10.000 người). Thành Cát Tư Hãn đã trao người Telengit, người Tiele sống dọc sông Irtysh cho người bạn cũ của ông, Qorchi.
Trong khi người Barga, Tumed, Buriat, Khori, Keshmiti, và Bashkir được tổ chức theo đơn vị hàng ngàn thì người Telengit, Tolo, Oirat và Yenisei Kirghiz được tổ chức theo đơn vị hàng vạn. Thành Cát Tư Hãn đã ổn định nhóm thợ thủ công và nông dân Trung Quốc tại Kem-kemchik trong giai đoạn đầu tiên của cuộc chiến Mông-Kim. Các Đại Hãn chuộng các sản phẩm được triều cống đến như Cắt Bắc Cực, lông thú, phụ nữ và ngựa Kyrgyz.
Vùng phía tây Siberia chịu sự kiểm soát của Kim Trướng hãn quốc. Hậu duệ của Orda Khan, con trai cả của Jochi, đã trực tiếp cai trị khu vực. Tại các vùng đầm lầy miền tây Siberia, các trạm sử dụng chó kéo xe đã được thiết lập để tạo thuận luận cho việc thu cống vật.
Năm 1270, Hốt Tất Liệt đã sai một viên quan người Trung Quốc và 1 nhóm những quan viên khác để cai quản khu vực của người Kyrgyz và Tuvan.
Kaidu cháu của Ogedei, chiếm vùng trung tâm Siberia vào năm 1275. Quân đội nhà Nguyên dưới sự thống lĩnh của tướng Kipchak người Tutugh đã tái chiếm lại vùng Kyrgyz năm 1293. Từ đó về sau, Triều đại nhà Nguyên kiểm soát phần lớn trung tâm và đông Siberia.

## Hãn quốc Sibir
Với sự sụp đổ của Kim Trướng hãn quốc cuối thế kỷ thứ 14, Hãn quốc Sibir đã được thành lập tại trung tâm vùng Tyumen. Triều đại không phải dòng dõi con cháu Thành Cát Tư Hãn (Borjigin Taybughid) này đã cạnh tranh kiểm soát với con cháu của Shiban, con trai của Jochi.
Vào đầu thế kỷ 16, những người Tatar đến từ Turkestan đã chinh phục các bộ lạc liên kết lỏng lẻo sống ở những vùng đất thấp ở phía đông của dãy núi Ural. Những người am tường về nông nghiệp, thợ thuộc da, thương nhân, giáo sĩ Hồi giáo được đem đến từ Turkestan, và công quốc nhỏ đã xuất hiện tại sông Irtysh và sông Ob. Chúng đã được thống nhất bởi Yadegar Mokhammad, khả hãn cuối cùng của Hãn quốc Kazan. Những xung đột đã xảy ra với người Nga Moscow, quốc gia mà sau đó đã thôn tính những người ở dãy Ural. Sứ thần của khả hãn Yadegar đến Moscow vào năm 1555 và phải chịu nộp cống phẩm hàng năm là 1000 bộ da chồn zibelin.

### Yermak và người Cossack

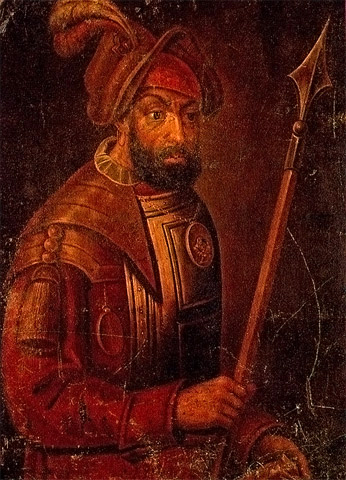
Yermak Timofeyevich

## Thám hiểm của người Nga và sự xâm chiếm thuộc địa

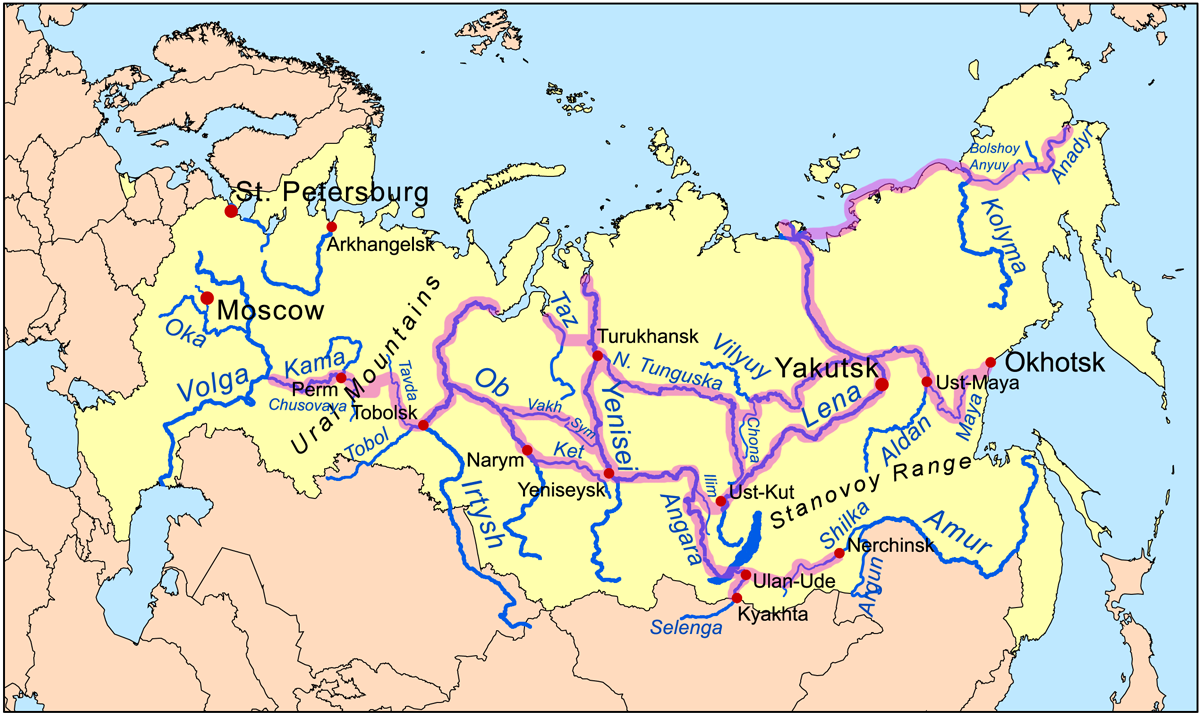
Đường sông ở Siberia là tuyến đường chính trong quá trình thăm dò và chinh phục Siberi của người Nga.

Trong đầu thế kỷ 17 sự di chuyển về phía Đông của người Nga bị chậm lại bởi các vấn đề nội bộ của họ trong suốt Thời Kỳ Rối Ren. Tuy nhiên, rất nhanh chóng việc thăm dò và xâm chiếm lãnh thổ Siberia rộng lớn đã được nối lại, chủ yếu là do người Cossack săn bắn để lấy lông thú và ngà voi giá trị. Trong khi người Cossack đến từ phias Nam Ural, một làn sóng người Nga đến theo đường Bắc Băng Dương. Đây là những người Pomor đến từ phía Bắc Nga, những người đã buôn bán lông thú với người Mangazeya ở phía Bắc của tây Siberia khá lâu trước đó. Năm 1607 khu định cư Turukhansk được thành lập ở phía Bắc sông Yenisey, gần cửa vào Tunguska Hạ, và năm 1619 Yeniseysky ostrog được thành lập trên sự trung-Yenisey tại cửa vào Tunguska Thượng.